# Władysławowo
Władysławowo este un oraș în Polonia.

## Clasamente internaționale
- www.wladyslawowo.com.pl
- https://wladyslawowonocleg.pl/ Arhivat în 16 decembrie 2018, la Wayback Machine.